# Березовка (Мелекеський район)
Березовка (рос. Березовка) — селище в Мелекеському районі Ульяновської області Російської Федерації.
Населення становить 2 особи. Входить до складу муніципального утворення Муловське міське поселення.

## Історія
Від 2004 року входить до складу муніципального утворення Муловське міське поселення.

## Населення
| 2010 |
| ---- |
| 2    |